# Australian Federal Police

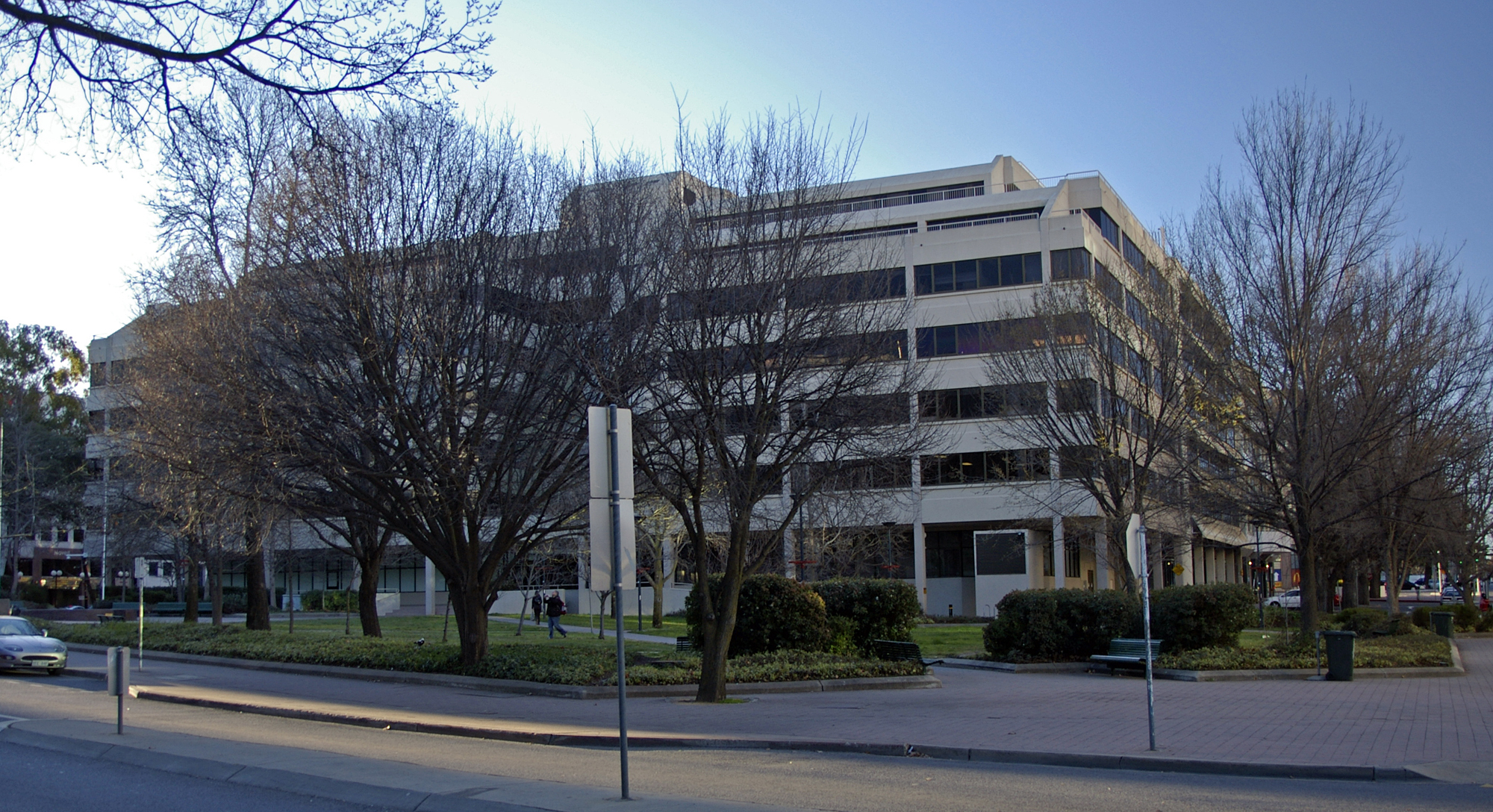
Hauptquartier der Australian Federal Police, Canberra

Die Australian Federal Police (AFP) ist die australische Bundespolizei. Sie entstand 1979 durch Zusammenlegen der Australian Capital Territory Police Force und der Commonwealth Police.
Die australische Polizei ist zweistufig gegliedert: in die Polizeien der Bundesstaaten und die Australian Federal Police.
Die Australian Federal Police ist im ganzen Land tätig und für die Durchsetzung des Bundesrechts zuständig. Dazu zählen Unternehmensrecht, Maßnahmen gegen Drogenhandel, Geldwäsche, Menschenhandel, Computerkriminalität, organisiertes Verbrechen, Zwangsprostitution, schwere Betrugsfälle und die Terrorismusbekämpfung. Die AFP wird zeitweise auch für friedenserhaltende Maßnahmen und Polizeiaufgaben im Ausland eingesetzt, so zum Beispiel in Osttimor, Papua-Neuguinea und auf den Salomonen.

## Leiter
Der Leiter der Australian Federal Police hat den Rang eines Commissioners:
- 1979–1982: Sir Colin Woods
- 1983–1988: Major General Ronald Grey
- 1988–1994: Peter McAulay
- 1994–2001: Mick Palmer
- 2001–2009: Mick Keelty
- 2009–2014: Tony Negus
- 2014–2019: Andrew Colvin
- seit 2019: Reece Kershaw